# Absinten
Absinten (franska: L'Absinthe), eller I ett café (Dans un café), är en oljemålning från 1876 av den franske konstnären Edgar Degas. Den föreställer en kaféinteriör med en kvinna framför ett glas absint och en man med bohemiskt utseende. Kvinnan blickar ned i bordet medan mannen tittar åt höger i bild.
Mannen på bilden är konstnären Marcellin Desboutin, en vän till Degas, och kvinnan är skådespelerskan och modellen Ellen Andrée. Kaféet är La Nouvelle Athènes i Paris. Kaféet var känt som ett tillhåll för konstnärsbohemer, mycket på grund av att Desboutin hade gjort det till sitt stamställe, där han umgicks med en trogen skara följare. Desboutin, som var monarkist och känd för sitt höviska uppträdande, fick på grund av målningen rykte som osofistikerad, något som Noël Clément-Janin beklagade i sin biografi om Desboutin. Clément-Janin föreslog att målningen istället borde ha hetat La Bouveuse d'absinthe et Marcellin Desboutin ("Absintdrickerskan och Marcellin Desboutin"), för att betona att det bara är kvinnan som har ett glas absint framför sig.
Målningen var från början känd som Dans un café, men har sedan 1893 gått under namnet L'Absinthe. Den finns på Musée d'Orsay i Paris.